# Mercedes Calderón
Mercedes Calderón, född 1 september 1965, är en kubansk före detta volleybollspelare.
Calderón blev olympisk guldmedaljör i volleyboll vid sommarspelen 1992 i Barcelona.